# Рюховское
Рюховское — село в Волоколамском районе Московской области России, входит в состав сельского поселения Спасское. Расположено на западе Московской области, в южной части Волоколамского района, на автодороге Р108 Суворово — Руза, примерно в 4 км к югу от города Волоколамска.
В селе 1 улица — Полевая, приписано 5 садоводческих некоммерческих товариществ. Связано прямым автобусным сообщением с районным центром (маршруты № 22, 26, 27, 29). Ближайшие населённые пункты — деревни Пагубино, Иевлево, хутор Дроздова и село Спасс.

## Население
| 1852 | 1859 | 1899 | 1926 | 2002 | 2006 | 2010 |
| ---- | ---- | ---- | ---- | ---- | ---- | ---- |
| 426  | ↗780 | ↘419 | ↘369 | ↘86  | ↗89  | →89  |

## История
Рюховское, село 1-го стана, Супоневой, крестьян 212 душ мужского пола, 214 женского, 1 церковь, 52 двора, 111 верст от столицы, 10 от уездного города, на Можайском тракте.— Нистрем К. Указатель селений и жителей уездов Московской губернии, 1852 г.

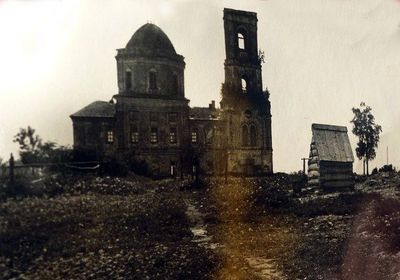
Церковь Троицы Живоначальной в селе Рюховском, 1960-е годы

В «Списке населённых мест» 1862 года — владельческое село 1-го стана Волоколамского уезда Московской губернии по Рузскому тракту (от города Волоколамска в Рузу), в 9½ верстах от уездного города, при колодце и прудах, с 57 дворами, православной церковью и 780 жителями (371 мужчина, 409 женщин).
По данным на 1899 год — село Тимошевской волости Волоколамского уезда с 419 душами населения и земским училищем.
В 1913 году — 68 дворов, земское училище, шерстобитное заведение Полякова.
По материалам Всесоюзной переписи населения 1926 года — центр Рюховского сельсовета Тимошевской волости на Осташёвском шоссе, в 7,46 км от станции Волоколамск Балтийской железной дороги, проживало 369 жителей (140 мужчин, 229 женщин), насчитывалось 80 крестьянских хозяйств, имелась школа.
С 1929 года — населённый пункт в составе Волоколамского района Московского округа Московской области. Постановлением ЦИК и СНК от 23 июля 1930 года округа как административно-территориальные единицы были ликвидированы.
1929—1939 гг. — центр Рюховского сельсовета Волоколамского района.
1939—1957 гг. — центр Рюховского сельсовета (до 17.07.1939) и село Спасского сельсовета Осташёвского района.
1957—1963, 1965—1994 гг. — село Спасского сельсовета Волоколамского района.
1963—1965 гг. — село Спасского сельсовета Волоколамского укрупнённого сельского района.
В 1994 году Московской областной думой было утверждено положение о местном самоуправлении в Московской области, сельские советы как административно-территориальные единицы были преобразованы в сельские округа.
1994—2006 гг. — село Спасского сельского округа Волоколамского района.
С 2006 года — село сельского поселения Спасское Волоколамского муниципального района Московской области.